# Улица Коммуны (Санкт-Петербург)
Улица Комму́ны — улица в Красногвардейском районе Санкт-Петербурга. Проходит от Хасанской улицы до Шафировского проспекта (фактически до улицы Химиков) вдоль восточной границы Санкт-Петербурга и западной границы Ржевского лесопарка. Длина — около 4,5 км.
В створе улицы Коммуны находится одно из старейших гидротехнических сооружений Санкт-Петербурга — Охтинская плотина, а в месте пересечения улицы Коммуны с Отечественной — Триумфальные пилоны, построенные в стиле сталинского неоклассицизма.

## История
Участок от нынешнего проспекта Косыгина до нынешнего шоссе Революции c 1896 года носил название Колтушского шоссе. Современное название появилось по одним данным в 1918 году, по другим — 22 марта 1922 года. Название Колтушское шоссе сохранилось за частью дороги, проходившей за железной дорогой.
В 1960-х годах улица была продлена на север, за современную улицу Химиков, пройдя через Охтинскую плотину.
6 декабря 1976 года улица Коммуны была продлена на юг до Хасанской улицы.
В декабре 2004 года был закрыт железнодорожный переезд, связывавший улицу Коммуны и Колтушское шоссе. Вместо переезда был построен путепровод в створе проспекта Косыгина.
Существуют планы по дальнейшему продлению улицы на север — до Шафировского проспекта.

## Здания и сооружения
- Дом 39 — Санкт-Петербургское училище олимпийского резерва № 2.
- Ансамбль Охтинского порохового завода включает постройки: баня Охтинского порохового завода, казармы служителей Охтинского порохового завода (2 здания), комплекс построек Охтинского порохового завода (завод «Пластполимер»), комплекс зданий лазарета Охтинского порохового завода, офицерская казарма служителей Охтинского порохового завода, комплекс построек Охтинского порохового завода (завод «Химволокно») — выявленные памятники архитектуры[3], гидрокомплекс бывшего Охтинского порохового завода — памятник архитектуры регионального значения[4].

### Памятник Ленину
Памятник Ленину на площади перед Охтинским химическим заводом (59°58′06″ с. ш. 30°28′58″ в. д.) был открыт 1 мая 1940 года. Ранее имел красный цвет, при реставрации 2010 года сменил его на серебряный. На 2014 год перенесён за забор завода, примерно на 100 м к югу.

## Пересечения
Пересекает следующие улицы (с юга на север, по нумерации домов):
- Хасанская улица
- Ленская улица
- проспект Косыгина / Колтушское шоссе (развязка)
- Водопроводная улица
- Новая улица
- проспект Энтузиастов
- Набережная улица
- проспект Ударников
- Отечественная улица
- 5-я Жерновская улица
- Ириновский проспект
- Рябовское шоссе
- 3-я Жерновская улица
- 2-я Жерновская улица
- 1-я Жерновская улица
- улица Красина
- шоссе Революции
- улица Химиков

## Транспорт
Ближайшая к улице Коммуны станция метро — «Ладожская» 4-й (Правобережной) линии.
По улице проходят маршруты социальных и коммерческих автобусов.
По Ириновскому проспекту и Рябовскому шоссе улицу Коммуны пересекает трамвайная линия, переданная по концессии ООО ТКК (маршрут № 64).
Вблизи пересечения улицы Коммуны с проспектом Косыгина находится железнодорожная станция Заневский Пост.